# Evidence mostů
Evidence mostů je vedení záznamů o mostních objektech. 
V České republice v evidenci mostů mají být uvedeny veškeré mostní objekty jak trvalé, tak i prozatímní, které mají šířku nejméně 2,01 metru.

## Pro evidenci mostů je potřeba si vést
- Seznamy mostů
- Mostní listy
- Mostní mapy
- Mostní archiv

Pro evidenci dálničních mostů stačí mít tyto mosty v ústředním pasportu, pro evidenci silnic stačí mít pasport v ústředí nebo okrese. Na místních komunikacích se vede pasport pouze v městském pasportu. Zvláštní kapitolou jsou mosty, které jsou chráněné jako kulturní památky, kde je veden zvláštní pasport. 

## Seznamy mostů
Do seznamu mostů se zanesou veškeré mosty. Slouží jako registr mostů na určité komunikaci a slouží i posouzení komunikace z hlediska zatížení a prostorového uspořádání. Je ale nutné, pravidelně seznamy mostů aktualizovat, aby odpovídali aktuálnímu stavu. 

## Mostní listy
V mostním listu jsou zaneseny veškeré důležité informace o mostu. Jsou to: název, přemostění, pozemní komunikace, rok výstavby. Dále vlastníci, počty mostních otvorů, délka přemostění, podrobný popis nosné konstrukce. Dále informace o podpěrách, příslušenství mostu, mostním svršku atd. Dále je u nich zaznamenána výška mostu nad terénem, případně výška hladiny vody protékají pod mostem. Dále je důležitý schematický náčrt mostu s půdorysem, příčnými řezy a podélným řezem případně pohledem. V mostním listu je též zanesena pořizovací hodnota mostu.

## Mostní mapy
Tyto mapy jsou většinou v měřítku 1:50 000, kde se zanesou mosty se svými evidenčními listy.

## Mostní archiv
Zde jsou uchovávány veškeré písemnosti o mostních objektech.